# Nigiri (Go)
Nigiri (jap. 握り) ist ein beim Go eingesetztes Verfahren, vor der Partie zu bestimmen, wer mit Schwarz und wer mit Weiß spielt. 

## Zweck
Das Nigiri dient dazu, auf eine praktisch vom Zufall bestimmte Weise festzulegen, wer die schwarzen Steine führt und somit nach den Regeln die Partie beginnt. Seit Einführung des Komi zum Ausgleich des Anzugsvorteils ist dies kein eindeutiger Vorteil mehr, aber da die Höhe eines theoretisch gerechten Komi nicht sicher bekannt ist, und manche Menschen je nach ihrem persönlichen Spielstil Schwarz oder Weiß bevorzugen, ist die Entscheidung auch nicht völlig irrelevant.
Wenn von den Beteiligten bekannt ist, dass sie das Spiel unterschiedlich gut beherrschen, so erübrigt sich Nigiri wie auch Komi; die stärkere Seite bekommt Weiß und die schwächere Schwarz (je nach Größe des Unterschiedes gegebenenfalls mit Vorgabesteinen). Das Nigiri durchzuführen, zeigt also auch eine gegenseitige Anerkennung der Gleichrangigkeit im Go-Spiel.
Bei Amateurturnieren wird im Allgemeinen kein Nigiri angewandt, sondern es werden die Farben im Zuge der Auslosung der Begegnungen von der Turnierleitung bestimmt. Bei Kämpfen, die aus mehreren Partien zwischen den gleichen Kontrahenten bestehen, werden die Farben in der Regel von Partie zu Partie gewechselt; die Zuteilung für die erste Partie kann dabei durch Nigiri erfolgen.

## Ablauf
Das Prinzip besteht darin, zu raten, ob eine verdeckte Menge von Go-Steinen in der Hand des Gegenübers aus einer geraden oder ungeraden Anzahl besteht.
Nach dem traditionellen japanischen Vorgehen greift der ältere Spieler in die Dose mit den weißen Steinen und lässt die Hand mit einer unbestimmten Anzahl ergriffener Steine über dem Go-Brett geschlossen, bis der andere nach eigenem Ermessen ein oder zwei schwarze Steine auf das Brett gelegt hat. Nun werden die weißen Steine auf das Brett gelegt und zu Paaren geordnet, um zu sehen, ob dabei einer übrig bleibt. Wenn die Geradzahligkeit der schwarzen und der weißen Steine übereinstimmt, bekommt der Spieler, der geraten hat, Schwarz.

## Dies und das
Bei westlichen Go-Spielern, die keine ostasiatische Sprache, aber Englisch verstehen, sind englischsprachige weiterführende Lehrbücher beliebt. Darunter sind einige bekannte über Teilgebiete der Go-Strategie und -Taktik mit Titeln der Form “Get strong at [Name des Teilgebiets]”. Das fiktive Buch “Get strong at nigiri” ist ein beliebter Insiderwitz als Parodie auf dieses Lehrbuchwesen.